# Slag bij Vallenar
De Slag bij Vallenar was een gebeurtenis tijdens de Chileense Burgeroorlog die op 7 juli 1891 plaatsvond.
De stad Vallenar in het noorden van Chili werd op 27 juni 1891 bezet door een 168 man tellend cavalerieregiment onder leiding van luitenant-kolonel Samuel Villabosos van het regeringsleger. Drie dagen bezette grenadiers onder bevel van commandant Rodolfo Ovalle van de revolutionaire rebellen de stad; de regeringstroepen hadden de stad enkele uren voor de aankomst van Ovalle reeds verlaten.
Op 7 juli voerde luitenant-kolonel Augustin Almarza een verrassingsaanval uit op het in de centrum gelegerde garnizoen van rebellen, waarbij aan de zijde der rebellen 150 doden vielen. Het regeringsleger maakte een aantal gevangenen waaronder twee officieren. Almarza wist de stad echter zelf niet te veroveren. Na de aanval keerde hij naar La Serena terug waar hij als een held werd onthaald door de bevolking.